# Stenoleptura hefferni
Stenoleptura hefferni är en skalbaggsart som beskrevs av Antonio Vives 2001. Stenoleptura hefferni ingår i släktet Stenoleptura och familjen långhorningar. Inga underarter finns listade i Catalogue of Life.